# Rodospata
Rodospata (lat. Rhodospatha), vazdazeleni rod grmastih penjačica iz porodice kozlačevki raširen po tropskoj Južnoj Americi i Srednjoj Americi i južnom Meksiku.
Na popisu je tridesetak vrsta.

## Vrste
1. Rhodospatha acosta-solisii Croat
2. Rhodospatha arborescens Temponi & Croat
3. Rhodospatha badilloi G.S.Bunting
4. Rhodospatha barbourii Croat
5. Rhodospatha bolivarana G.S.Bunting
6. Rhodospatha boliviensis Engl. & K.Krause
7. Rhodospatha brachypoda G.S.Bunting
8. Rhodospatha brent-berlinii Croat
9. Rhodospatha cardonae G.S.Bunting
10. Rhodospatha densinervia Engl. & K.Krause
11. Rhodospatha dissidens Sodiro
12. Rhodospatha dodsonii Croat
13. Rhodospatha falconensis G.S.Bunting
14. Rhodospatha guasareensis G.S.Bunting
15. Rhodospatha herrerae Croat & P.Huang
16. Rhodospatha katipas Croat
17. Rhodospatha kraenzlinii Sodiro
18. Rhodospatha latifolia Poepp. & Endl.
19. Rhodospatha monsalveae Croat & D.C.Bay
20. Rhodospatha moritziana Schott
21. Rhodospatha mukuntakia Croat
22. Rhodospatha neillii Croat
23. Rhodospatha oblongata Poepp. & Endl.
24. Rhodospatha pellucida Croat & Grayum
25. Rhodospatha perezii G.S.Bunting
26. Rhodospatha piushaduka Croat
27. Rhodospatha robusta Sodiro
28. Rhodospatha rubropunctata Croat; ?ined.
29. Rhodospatha rupicola Edwin Trujillo, Zuluaga & Alzate-Lozano
30. Rhodospatha statutii Sodiro
31. Rhodospatha steyermarkii G.S.Bunting
32. Rhodospatha venosa Gleason
33. Rhodospatha wendlandii Schott

## Sinonimi
- Anepsias Schott; Gen. Aroid, t. 73 (1858)
- Atimeta Schott; Gen. Aroid. I. 71 (1858)